# Аниаван
Аниаван (на арменски: Անիավան) е село и община в Армения, област Ширак. Според Националната статистическа служба на Армения през 2012 г. общината има 512 жители.

## Демография
Броят на населението в годините 1926–2004 е както следва: